# Société française de constructions mécaniques

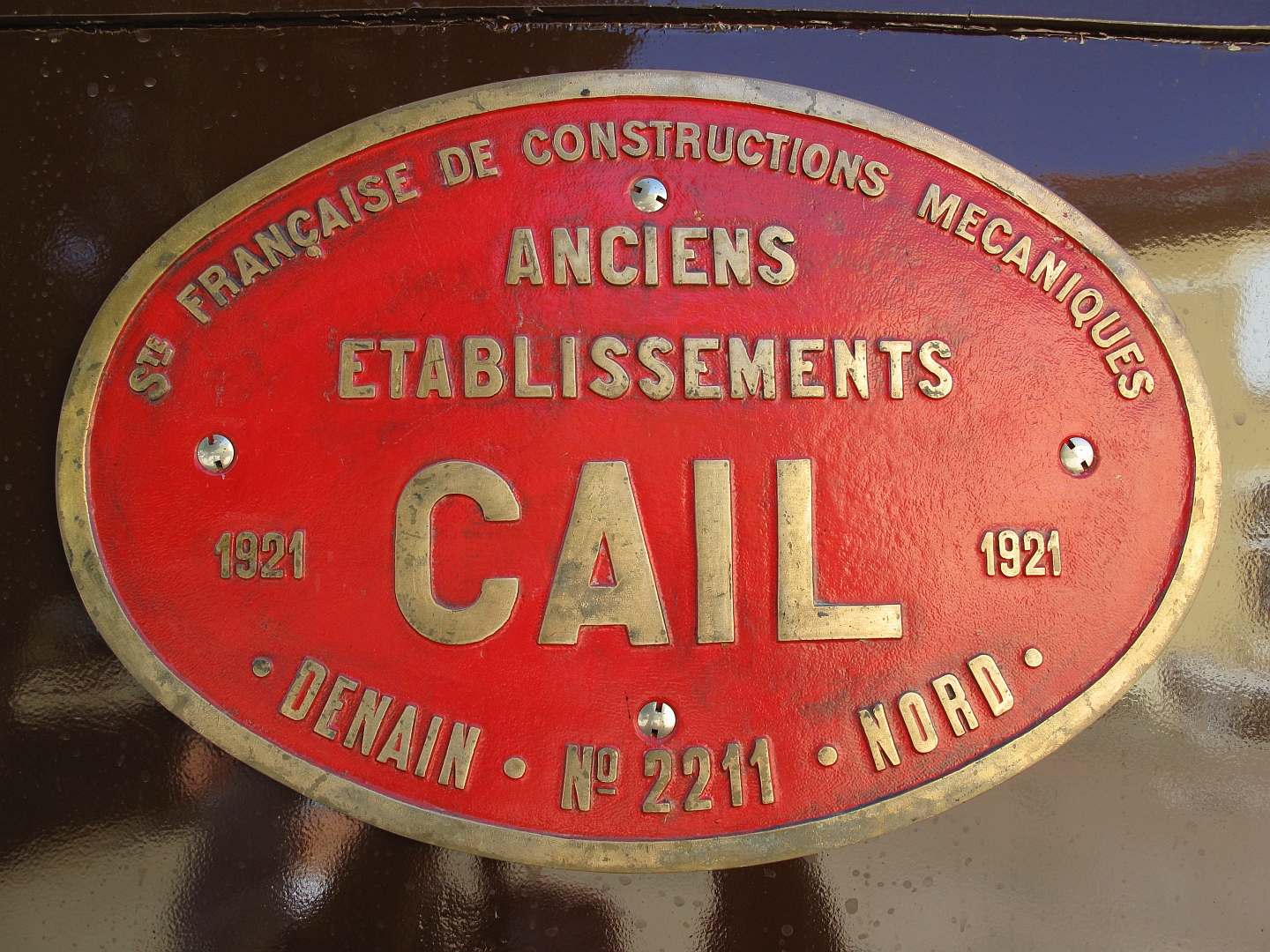
Lok Schild von SFCM von 1921

Die Société Française de Constructions Mécaniques (SFCM) war ein französisches Maschinen- und Brückenbauunternehmen. Es wurde am 30. August 1898 als Aktiengesellschaft mit einem Kapital von 12 000 000 Francs gegründet und trat die Nachfolge der Anciens Établissements Cail an. Der Hauptsitz befand sich in Paris, 21 rue de Londres, dann 14 rue Cambacérès.
Die Geschäftsleitung befand sich in der Rue de Lille 28 in Douai und dann in Denain, die Fabriken in Denain und Douai im Département Nord die Gießereien in der Stadt Albert im Département Somme. Das Denain-Werk umfasste eine Fläche von 50 Hektar und beschäftigt 6000 Mitarbeiter.
1958 fusionierte das Unternehmen mit Fives-Lille zur Firma Fives-Lille-Cail.

## Produktion und Realisierung
- Brücken
- Dampflokomotiven

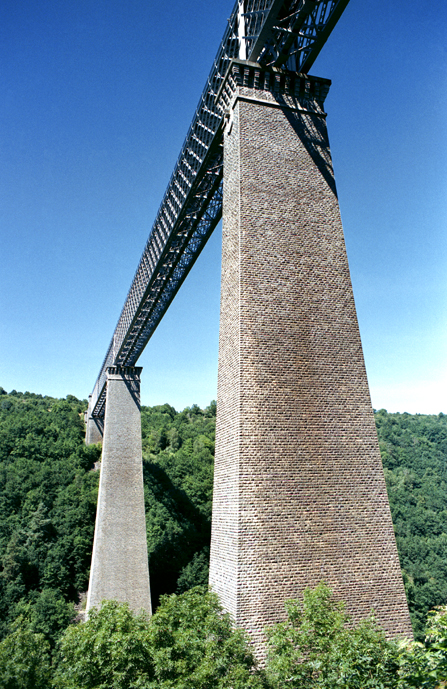
Viaduc des Fades

Am 25. Juli 1901 wurde die „Société Française de Constructions Mécaniques“ zum erfolgreichen Bieter für die Baustelle des Viaduc des Fades erklärt, einer großen Eisenbahnbrücke, die zwischen 1901 und 1909 über der Sioule im Puy-de-Dôme errichtet wurde.

## Dampflokomotiven
- 221 (2D1) Nord 2.661 bis 2.670 dann SNCF 221 A 21 bis 30 von 1903.
- 140 (1D)  Nord 4.061 bis 4.340 dann SNCF 140A von 1911 (unter anderen Herstellern).